# 가미코사와역
가미코사와역(일본어: 上古沢駅)은 일본 와카야마현 이토군 구도야마정에 위치한 난카이 전기 철도 고야 선의 철도역이다. 역 번호는 NK 83이며, 상대식 승강장 2면 2선의 구조를 갖춘 지상역이다.

## 타는 곳
| (역사 측) | 고야 선 | 상행 | 하시모토 · 난바 방면 |
| (반대 측) | 고야 선 | 하행 | 고야산 방면          |

## 이용 현황
- 2012년 기준 : 28명

## 역 주변
- 국도 제370호선

## 인접 역
| 난카이 전기철도 고야 선                 | 난카이 전기철도 고야 선 | 난카이 전기철도 고야 선              |
| --------------------------------------- | ----------------------- | ------------------------------------ |
| NK 82 시모코사와 난바 · 시오미바시 방면 | 고야 선                 | 기이호소카와 NK 84 고쿠라쿠바시 방면 |